# Alonso Rodriguez (Maler)

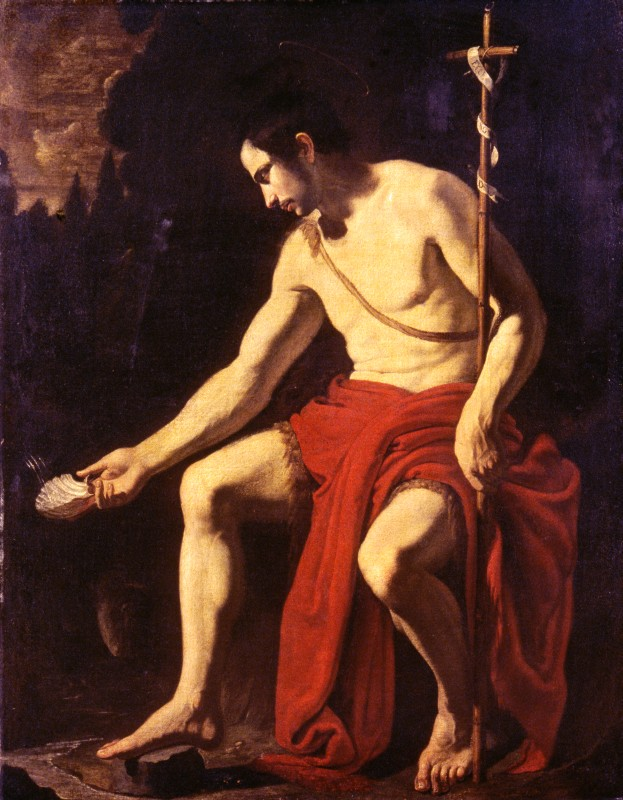
Alonzo Rodriguez: Johannes d. Täufer in Meditation, 1615–20, Artgate Fondazione Cariplo

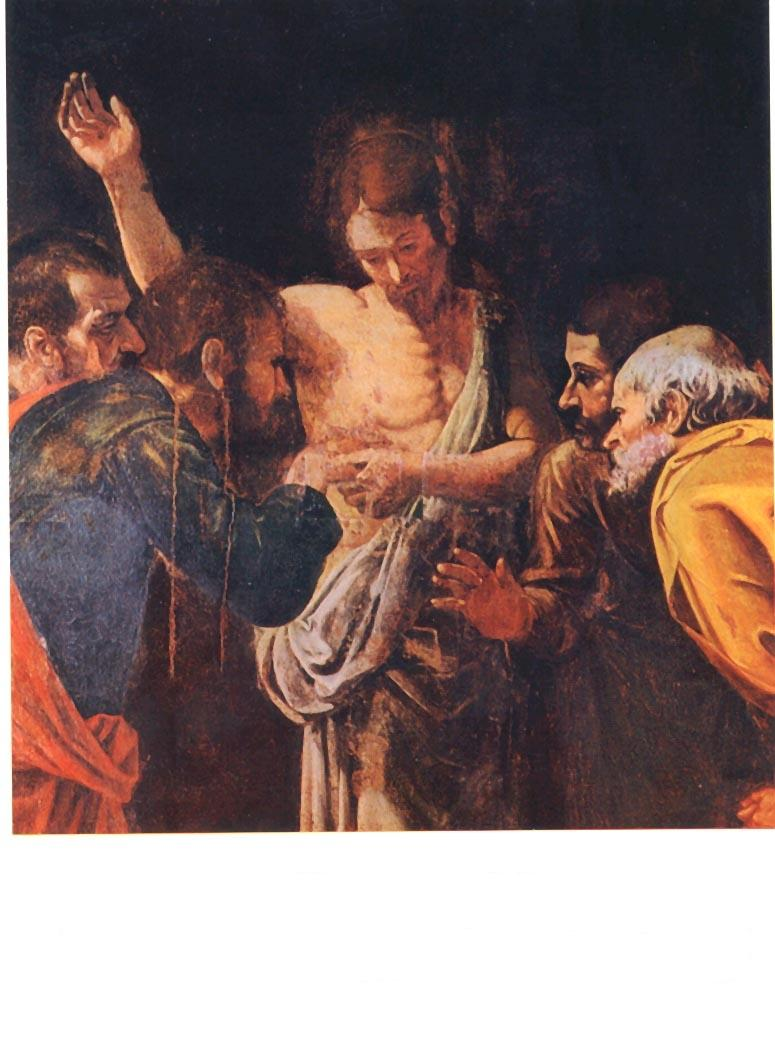
Der ungläubige Thomas (Ausschnitt), Museo regionale, Messina

Alonso Rodriguez, oder Rodriques, auch Alfonso Rodriquez (* 1578 in Messina; † 22. April 1648 ebenda) war ein italienischer Maler des Barock auf Sizilien.

## Leben
Rodriguez war der Sohn des Diego Rodriguez, der als Kommandant der Kavallerie in der Spanischen Garnison diente. Seine künstlerische Ausbildung erhielt er in der Werkstatt der Brüder Francesco (geb. um 1568) und Giovanni Simone Comandè (1580–1634) in Messina. Sein erstes in Messina nachgewiesenes Werk ist David mit dem Haupt des Goliath, das für den Ratssaal der Universität bestimmt war. Vom Senat in Messina wird er nach Venedig geschickt und nimmt schließlich seinen Wohnsitz in Rom. Dort ist er 1606 im Zusammenhang mit einem Rechtsstreit vor Gericht aktenkundig. Noch vor 1614 war er zurück in Messina, wo er für zahlreiche private und kirchliche Auftraggeber arbeitete. Rodriguez ist ein führender Vertreter des Caravaggismus auf Sizilien.
Die meisten seiner Werke gingen bei dem Erdbeben von Messina 1908 verloren.
Sein jüngerer Bruder war der Maler Luigi Rodriguez, der Sohn Bernardino Rodriguez (gest. 1667) wurde ebenfalls Maler in Messina. Als einer seiner Schüler ist Frate Umile da Messina nachgewiesen.

## Werke
- Chiesa di San Pietro (Tusa) „Schlüsselübergabe an Petrus“
- Santa Caterina (Tusa): Kreuzabnahme
- Museo Regionale di Messina: “Der ungläubige Thomas”, “Begegnung von Paulus und Petrus”sowie „Das Emmausmahl“
- Chiesa del Convento dei Cappuccini
- Museo Madralisca (Cefalù): „Der ungläubige Thomas“